# Lawrence Clarke
Charles Lawrence Somerset Clarke (né le 12 mars 1990 à Londres) est un athlète britannique, spécialiste du 110 mètres haies.

## Biographie
Il est appelé habituellement avec son deuxième prénom, Lawrence. C'est le fils de sir Toby Clarke, 6e baronnet et son héritier à ce titre. Son grand-père maternel était le député conservateur Somerset de Chair. Son oncle Jacob Rees-Mogg est député du Somerset Nord-Est.
Lawrence Clarke termine 4e des 110 m haies lors des Jeux du Commonwealth Jeunesse à Pune (Inde) en 2008. Le 23 mai 2010, il établit un nouveau record britannique junior en 13 s 37, exploit qu'il renouvelle en remportant la médaille d'or lors des Championnats d'Europe junior d'athlétisme 2009 à Novi Sad. Jack Meredith bat ensuite son record de 1/100e en 13 s 36. En juin 2010, il remporte le titre national des moins de 23 ans avec un vent favorable de +2,5 m/s en 13 s 60. Le 8 octobre 2010, il remporte la médaille de bronze aux Jeux du Commonwealth de New Delhi, derrière Andy Turner et William Sharman deux autres Anglais. C'est d'ailleurs le premier triplé anglais dans cette discipline. 
En 2012, il échoue au pied du podium des Jeux olympiques de Londres en 13 s 39.
Il est entraîné depuis la fin 2015 par Giscard Samba en France et côtoie comme athlète le Français Dimitri Bascou, vice-champion d'Europe en salle 2015 du 60 m haies et champion d’europe 2016 du 110m haies. Clarke, un ancien d'Eton College, est actuellement étudiant à l'université de Bristol
Le 20 mars 2016, il manque d'un centième la finale des Championnats du monde en salle à Portland, en 7 s 69.

## Palmarès
| Date | Compétition                       | Lieu        | Résultat | Épreuve     | Temps   |
| ---- | --------------------------------- | ----------- | -------- | ----------- | ------- |
| 2009 | Championnats d'Europe juniors     | Novi Sad    | 1er      | 110 m haies | 13 s 37 |
| 2010 | Jeux du Commonwealth              | New Delhi   | 3e       | 110 m haies | 13 s 70 |
| 2011 | Championnats d'Europe espoirs     | Ostrava     | 3e       | 110 m haies | 13 s 62 |
| 2012 | Jeux olympiques                   | Londres     | 4e       | 110 m haies | 13 s 39 |
| 2015 | Championnats d'Europe en salle    | Prague      | 5e       | 60 m haies  | 7 s 63  |
| 2015 | Championnats d'Europe par équipes | Tcheboksary | 3e       | 110 m haies | 13 s 64 |